# Filmfare Awards (1972)
19-я церемония награждения Filmfare Awards прошла в городе Бомбей 25 марта 1972 года. На ней были отмечены лучшие киноработы на хинди, вышедшие в прокат до конца 1971 года.

## Список лауреатов и номинантов

### Основные премии
| Категории                         | Фото лауреатов    | Лауреаты и номинанты                                 | Фильмы                                               | Роли                                                 |
| --------------------------------- | ----------------- | ---------------------------------------------------- | ---------------------------------------------------- | ---------------------------------------------------- |
| Лучший фильм                      | Лучший фильм      | • «Ананд» (реж. Ришикеш Мукерджи, прод. Н. Ч. Сиппи) | • «Ананд» (реж. Ришикеш Мукерджи, прод. Н. Ч. Сиппи) | • «Ананд» (реж. Ришикеш Мукерджи, прод. Н. Ч. Сиппи) |
| Лучший фильм                      | Лучший фильм      | • «Моё имя Клоун» (реж. и прод. Радж Капур)          |                                                      |                                                      |
| Лучший фильм                      | Лучший фильм      | • «Naya Zamana» (реж. и прод. Прамод Чакраворти)     |                                                      |                                                      |
| Лучшая режиссёрская работа        |                   | • Ришикеш Мукерджи                                   | «Ананд»                                              | «Ананд»                                              |
| Лучшая режиссёрская работа        | • Радж Капур      | «Моё имя Клоун»                                      | «Моё имя Клоун»                                      |                                                      |
| Лучшая режиссёрская работа        | • Шакти Саманта   | «Оборванная связь»                                   | «Оборванная связь»                                   |                                                      |
| Лучшая мужская роль               |                   | • Дхармендра                                         | «Моя родина»                                         | Аджит                                                |
| Лучшая мужская роль               | • Раджеш Кханна   | «Ананд»                                              | Ананд Сайгал                                         |                                                      |
| Лучшая мужская роль               | • Раджеш Кханна   | «Оборванная связь»                                   | Камал Синха                                          |                                                      |
| Лучшая женская роль               |                   | • Аша Парекх                                         | «Оборванная связь»                                   | Мадхави / Пунам                                      |
| Лучшая женская роль               | • Джая Бхадури    | «Гудди»                                              | школьница Кусум по прозвищу Гудди                    |                                                      |
| Лучшая женская роль               | • Джая Бхадури    | «Подарок»                                            | Мину                                                 |                                                      |
| Лучшая мужская роль второго плана |                   | • Амитабх Баччан                                     | «Ананд»                                              | доктор Бхаскар Баннерджи                             |
| Лучшая мужская роль второго плана | • Пран            | «Правосудие»                                         | Шикари Банхе Хан Бхопали                             |                                                      |
| Лучшая мужская роль второго плана | • Шатругхан Синха | «Честь и любовь»                                     | Тхакур Арджун Сингх                                  |                                                      |
| Лучшая женская роль второго плана |                   | • Аруна Ирани                                        | «Караван»                                            | Ниша                                                 |
| Лучшая женская роль второго плана | • Хелен           | «Схватка»                                            | Лили                                                 |                                                      |
| Лучшая женская роль второго плана | • Фарида Джалал   | «Честь и любовь»                                     | Бела Сингх                                           |                                                      |
| Лучшее исполнение комической роли |                   | • Джагдип                                            | «Женатый холостяк»                                   | Джугал Кишор                                         |
| Лучшее исполнение комической роли | • Мехмуд          | «Честь и любовь»                                     | Мунна Саркар                                         |                                                      |
| Лучшее исполнение комической роли | • Мехмуд          | «Main Sunder Hoon»                                   | Сундер                                               |                                                      |
| Лучший сюжет                      |                   | • Ришикеш Мукерджи                                   | «Ананд»                                              | «Ананд»                                              |
| Лучший сюжет                      | • Гулшан Нанда    | «Оборванная связь»                                   | «Оборванная связь»                                   |                                                      |
| Лучший сюжет                      | • Гулшан Нанда    | «Naya Zamana»                                        | «Naya Zamana»                                        |                                                      |

### Музыкальные премии
| Категории                       | Фото лауреатов     | Лауреаты и номинанты | Фильмы                        | Песни                         |
| ------------------------------- | ------------------ | -------------------- | ----------------------------- | ----------------------------- |
| Лучшая музыка к песне           |                    | • С. Д. Бурман       | «Караван»                     | «Караван»                     |
| Лучшая музыка к песне           | • Шанкар-Джайкишан | «Жест»               | «Жест»                        |                               |
| Лучшая музыка к песне           | • Шанкар-Джайкишан | «Моё имя Клоун»      | «Моё имя Клоун»               |                               |
| Лучшие слова к песне            |                    | • Ананд Бакши        | «Оборванная связь»            | «Na Koi Umang Hai»            |
| Лучшие слова к песне            | • Хасрат Джайпури  | «Жест»               | «Zindagi Ek Safar Hai Suhana» |                               |
| Лучшие слова к песне            | • Нирадж           | «Моё имя Клоун»      | «Eh Bhai Zara»                |                               |
| Лучший мужской закадровый вокал |                    | • Кишор Кумар        | «Жест»                        | «Zindagi Ek Safar Hai Suhana» |
| Лучший мужской закадровый вокал | • Кишор Кумар      | «Оборванная связь»   | «Yeh Jo Mohabbat Hai»         |                               |
| Лучший мужской закадровый вокал | • Манна Дей        | «Моё имя Клоун»      | «Eh Bhai Zara»                |                               |
| Лучший женский закадровый вокал |                    | • Аша Бхосле         | «Жест»                        | «Zindagi Ek Safar Hai Suhana» |
| Лучший женский закадровый вокал | • Аша Бхосле       | «Караван»            | «Piya Tu Ab To Aaja»          |                               |
| Лучший женский закадровый вокал | • Шарда            | «Женатый холостяк»   | «Aap Ke Pichhe Padgayi»       |                               |

### Премии критиков
| Категории                   | Фильмы-лауреаты                              |
| --------------------------- | -------------------------------------------- |
| Лучший художественный фильм | • «День в месяце ашаддх» (реж. Мани Каул)    |
| Лучший документальный фильм | • «Creations in Metal» (реж. Хоми Д. Сетхна) |

### Технические премии
| Категории                            | Лауреаты                        | Фильмы          |
| ------------------------------------ | ------------------------------- | --------------- |
| Лучший диалог                        | • Гульзар                       | «Ананд»         |
| Лучший сценарий                      | • Басу Чаттерджи                | «Sara Akash»    |
| Лучший монтаж                        | • Ришикеш Мукерджи              | «Ананд»         |
| Лучшая операторская работа           | • Камал Бос (чёрно-белое кино)  | «Стук в дверь»  |
| Лучшая операторская работа           | • Радху Кармакар (цветное кино) | «Моё имя Клоун» |
| Лучшая работа художника-постановщика | • Банси Чандрагупта             | «Seema»         |
| Лучший звук                          | • Аллауддин Хан Куреши          | «Моё имя Клоун» |

## Наибольшее количество номинаций и побед
- «Ананд» – 7 (6)
- «Моё имя Клоун» – 7 (5)
- «Оборванная связь» – 6 (1)
- «Жест» – 4 (1)
- «Paras» – 3 (2)